# Süllyeszték

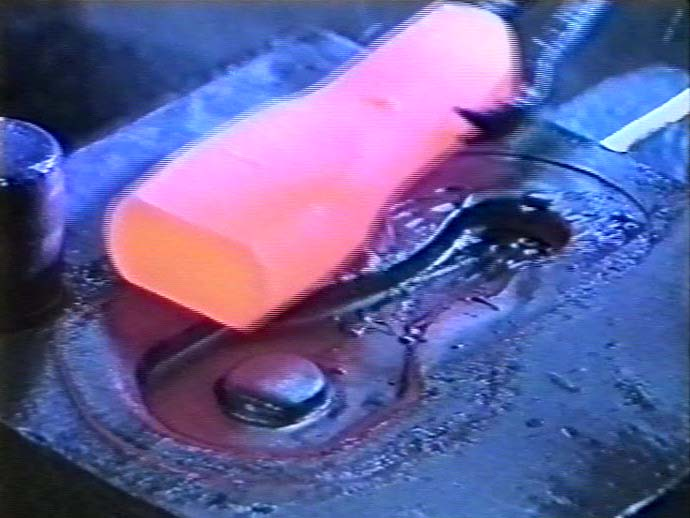
Együreges süllyesztékszerszám alsó fele (bal oldalon a vezetőcsap részlete)

A süllyesztékek (süllyesztékszerszámok, süllyesztéktömbök) a süllyesztékes kovácsolás szerszámai, amelyekbe a gyártandó darab negatívja van belemunkálva, és az alakító gép (kalapács vagy mechanikus sajtó) tőkéjére és medvéjére, illetve nyomóasztalára szerelik. A süllyesztékszerszámok általában két darabból állnak, az osztófelület választja el őket egymástól, és ennek megválasztása alapvető fontosságú mind a kovácsdarab, mind a süllyeszték szempontjából. A szerszámtömbök kialakítását nagyban befolyásolja az, hogy milyen alakító berendezésen és milyen technológiával történik a kovácsolás. Más kialakítású szerszám szükséges a gépi kalapácsokhoz, és más a mechanikus sajtókhoz. A technológia meghatározza, hogy sorjával, vagy anélkül történik a gyártás. Azt is figyelembe kell venni, hogy milyen sorozatszámban gyártják az adott kovácsdarabot. A tervezés során számos, gyakran egymással ellentétes követelményt kell figyelembe venni. A szerszám méreteit a kovácsdarab méretei és a tömbben elhelyezett üregek száma határozza meg, de befolyással van rá a vezető elemek száma és elhelyezése, valamint a szerszámot érő erőhatások. A szerszám anyaga általában kovácsolt acél, a kémiai összetétel megválasztását többnyire gazdaságossági szempontok határozzák meg. A süllyesztékeket általában forgácsolással alakítják ki, az üregeket pedig többnyire forgácsolással és szikraforgácsolással munkálják bele a tömbbe.

## A süllyesztékek
A süllyesztékek a süllyesztékes kovácsolás szerszámai. Süllyesztékes kovácsoláskor a kovácsdarabot általában két félből álló szerszámban alakítják, amely szerszámokba a kovácsdarab „negatívja” van belemunkálva, ezeket süllyesztéküregeknek hívják. A szerszámban egy vagy több üreg helyezkedhet el. A süllyesztékszerszámokat az alakító gép (kalapács vagy mechanikus sajtó) tőkéjére és medvéjére szerelik. Az alábbiakban a sorjával végzett kovácsolás szüllyesztékszerszámairól lesz szó.

## A süllyesztékek tervezése

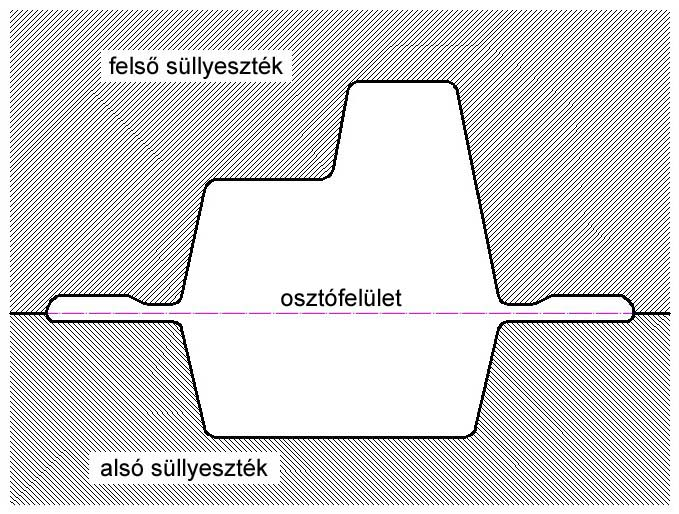
Süllyesztékszerszám, osztófelület

A süllyesztékszerszám tervezése már a kovácsdarab tervezésekor elkezdődik. Ekkor dönt a tervező az osztófelület elhelyezkedéséről és alakjáról. A technológiatervezés további lépései során kiderül, hogy a süllyesztékszerszámba hány és milyen típusú üreget kell bemunkálni. Végül attól is függ a szerszám kialakítása, hogy milyen alakító berendezésen történik a kovácsolás.
A szerszámtömb méretei a kovácsdarabhoz, pontosabban a bemunkálandó üregekhez igazodnak. A süllyesztékes kovácsüzemekben általában típusszerszámokkal dolgoznak. Ez azt jelenti, hogy a gyártott kovácsdarabok méreteinek, alakjának és esetleg sorozatnagyságának megfelelően, valamint az alakítógép-park méreteinek és adottságainak megfelelően néhány alapvető szerszámtömb alakot, ezeken belül néhány típusméretet állapítanak meg. A hosszúkás alakú kovácsdarabokhoz hosszúkás téglatest alakú, míg a körvetületű kovácsdarabokhoz négyzetes, hat- vagy nyolcszögletes, illetve kör alakú szerszámtömböket használnak.

### Az üregek elhelyezése a süllyesztéktömbben
Süllyesztékes kovácsolásnál követelmény, hogy az alakítás során fellépő alakító erő lehetőleg a szerszám középpontjában hasson, hogy ne keletkezhessenek olyan járulékos igénybevételek, amelyek mind a szerszámra, mind az alakító gépre károsak. Ehhez az üreget a szerszám középpontjára kell helyezni, precízebben: a szerszám és az üreg súlypontját kell fedésbe hozni. Ilyenkor feltételezzük, hogy az alakító erő az üreg súlypontjában hat.
Ha a süllyesztékszerszámban több üreg is van, akkor azt az üreget kell középpontba állítani, amelyikben a legnagyobb a fellépő alakító erő, ez többnyire a készüreg. Amennyiben a készüreg mellett készelőtti üreget is alkalmaznak, akkor a két üreget úgy helyezik el, hogy a két üreg súlypontját összekötő egyenest az alakító erő támadási pontja 1/3:2/3 arányban ossza. A kis alakító erővel járó előalakítást végző üregeket a süllyesztékszerszám szélén helyezik el, az ún. nyitott üregek esetében ez egyébként is természetes. Az üregek sorrendjét általában a technológiai sorrend határozza meg.

### A süllyesztéktömb fő méreteinek meghatározása
A süllyesztéktömb fő méreteit a benne elhelyezett üreg(ek) méretei határozzák meg. Az üreg(ek) méretéhez a szerszám tartóssága érdekében olyan biztonsági távolságot kell hozzáadni (azaz olyan falvastagságot kell biztosítani), hogy az üregben ható erők ne törhessék ki az üreg falát. Több üreg alkalmazása esetén ezt a távolságot az üregek között is biztosítani kell.
A kapott méreteket – kalapácssüllyesztékek esetén – abból a szempontból is ellenőrizni kell, hogy a rendelkezésre álló ütköző felület megfelelő méretű-e. A kovácsdarab akkor készül el, amikor a két süllyesztékfél összeér, és általában az utolsó ütés során lép fel a legnagyobb alakító erő. Ezek az erők a szerszám felületére is hatnak, és ha az ütköző felületek kicsik, akkor a felület deformálódik, a darabok méretpontossága fokozatosan csökken, a szerszám idő előtt tönkremegy. Az ütköző felület meghatározásakor a szerszám teljes felületéből az üregek területén kívül a készüreg körül elhelyezkedő sorjacsatornát, valamint a szerszám vezető elemei által elfoglalt területet is le kell vonni.

### Rögzítő elemek

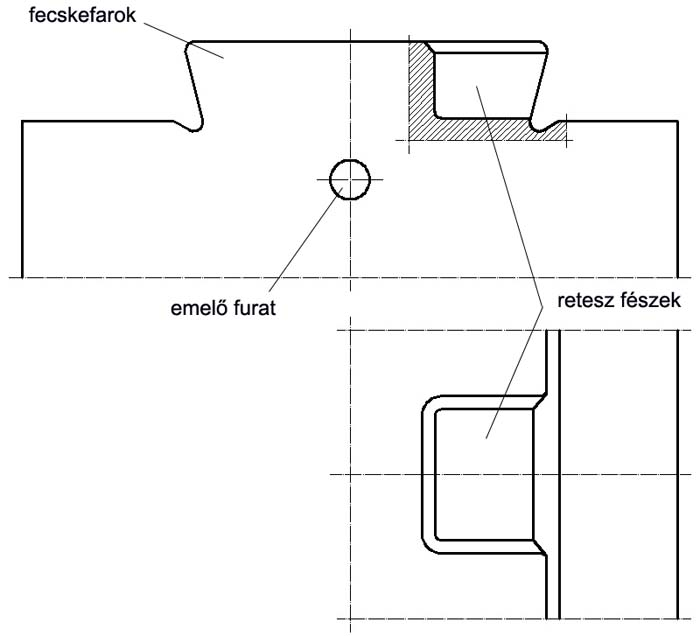
Fecskefarok egyoldali ékeléshez, felső süllyesztékfélen

A legtöbb süllyesztéktömbön fecskefarkot képeznek ki, amelynek segítségével a süllyesztéket egy vagy két rögzítőék segítségével erősítik fel. Maga a szerszám a fecskefarok felületén fekszik fel a medvén. Így minél nagyobb a fecskefarok szélessége, annál nagyobb felületen fekszik fel a szerszám, és annál kisebb a törés veszélye. A süllyeszték hosszirányú eltolódásának megakadályozására reteszeket alkalmaznak.
A mechanikus sajtókra szerelendő süllyesztékszerszámokat nem fecskefarok–rögzítőék elempárral rögzítik, hanem a gép rögzítő felületén kialakított T-hornyok és kalapácsfejű csavarok segítségével. Ilyenkor a szerszámok felfekvő felülete sík.

### Vezető elemek
A jó minőségű kovácsdarabok előállításának egyik feltétele az, hogy a két szerszámfél, illetve az üreg(ek) összeütéskor pontosan egymás fölött találkozzanak, az elcsúszás a lehető legkisebb legyen. A süllyeszték vezetését a kalapács állványában pontosan vezetett medve biztosítja ugyan, de ez a gyakorlatban általában nem kielégítő; az alakításnál esetlegesen keletkező vízszintes irányú erők felvételéről gondoskodni kell, az alsó és a felső süllyesztékszerszám-feleket egymáshoz képest kölcsönösen vezetni kell. A süllyesztékek vezetésére csapokat, vállakat, bütyköket és gyűrűs vezetést használnak.

## A süllyesztékszerszámok megmunkálása

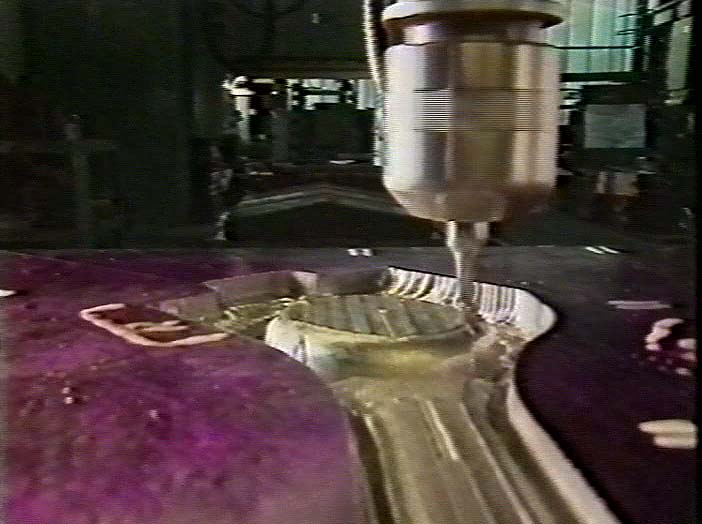
Süllyesztékszerszám megmunkálása marással

A süllyesztékek általában kovácsolt elektroacélból készülnek, amelyek anyagát a dúsulások minimalizálása és az egyenletes szövetszerkezet érdekében valamilyen módszerrel célszerű átolvasztani. A leöntött acél szerszámanyagot szabadalakító kovácsolással munkálják meg.
Az üregeket általában forgácsolással és szikraforgácsolással munkálják bele a tömbbe. Az üreg(ek) pontos elhelyezése érdekében a tömbök két, egymásra merőleges oldalfelületén ún. bázisfelületeket alakítanak ki. Ezektől a bázisfelületektől tudják pontos méréssel kimérni az üreg(ek) helyzetét. A kör alakú üregeket és üregrészeket esztergálással alakíthatják ki, de igen gyakori módszer a másoló esztergálás és a másoló marás alkalmazása is. Másoló forgácsoláskor a forgácsoló szerszámot egy pontos méretűre készített sablonon mozgó érintkező vezeti.
A bonyolultabb alakú üregeket szikraforgácsolással készíthetik el. A szikraforgácsolás elektroeróziós eljárás, amelyhez a kovácsdarab – osztófelülettel osztott – alakját grafitból készítik el. Az elektród és a süllysztéktömb petróleum fürdőbe merül, elektromos feszültséget kapcsolnak rájuk, miközben a közöttük lévő távolságot 0,05–0,5 mm-re állítják be. A két felület között szakaszos szikrakisülések keletkeznek, amik a munkadarab fémrészecskéit megolvasztják és elgőzölögtetik. Az olvadékrészecskék egy része a dielektrikumba kerül. A művelet addig folyik, amíg a süllyesztéküreg el nem készül. Az így előállított üregnek már csak a felületét kell finomítani (általában kézi köszörüléssel).
A fenti módszereken kívül használják még a meleg és hideg üregbenyomás módszerét is. Ilyenkor egy, a kovácsdarab alakjának megfelelő darabot nagy erővel belesajtolnak a süllyesztéktömb felületébe. Az eljárás általában igen jó üregfelületet és méretpontosságot biztosít.
Az üregek bemunkálása után a rögzítő elemeket (fecskefarok, reteszfészek) munkálják be, majd a vezetőcsapok (amennyiben ezt alkalmazzák a szerszámok vezetésére) furatait alakítják ki.

## A süllyesztéktömb anyaga
A süllyesztékek anyagának kiválasztásakor sokoldalú követelményrendszert kell figyelembe venni: legyen kemény, az alakítás során ne deformálódjon, de legyen szívós is, rugalmassági határa nagy legyen. Legyen kopásálló, szövetszerkezete egyenletes, teljes keresztmetszetében feszültségmentes, és legyen jól átedzhető.
A süllyesztékek túlnyomó része kovácsolt acélból készül. Kémiai összetételüket illetően nagy eltérések mutatkoznak. Az anyagválasztást gazdaságossági szempontok határozzák meg. Kisebb igénybevételekre, kisszámú és egyszerű alakú darabok kovácsolására jól használhatók a szénacélok. A C-tartalom növekedésével nő szilárdságuk és keménységük, de csökken szívósságuk. A süllyesztékacélok sokoldalú igénybevételének azonban csak az ötvözött acélok tudnak megfelelni. Az ötvözött süllyesztékacélok hő-, kopás- és korrózióálló, nagy keménységű és nagy melegszilárdságú, nagy tartósfolyású acélok. Mechanikai tulajdonságaik hőkezeléssel tág határok között változtathatók.
A süllyesztékacélként felhasználható melegmegmunkáló acélokat 200 °C-nál nagyobb üzemi hőmérsékletre tervezik. Karbon- (szén-) tartalmuk általában 0,3–0,6%, a legfontosabb ötvözőelemeik pedig a króm, a molibdén, a volfrám, a vanádium, a nikkel, néha kobalt.
A süllyesztékacélok három legfontosabb csoportja:
- NiCrMo-acélok ütésszerű igénybevételre (elsősorban egyrészes szerszámokhoz),
- CrMoV-acélok, amelyek nagy hőterhelést bírnak el (melegrepedésálló acélok),
- WCrV-acélok, amelyek nagy hőállósággal (megereszrésállósággal) rendelkeznek.

## A süllyesztékszerszámok igénybevétele
A melegalakító süllyesztékszerszámok üregében az alakváltozás folyamán bonyolult áramlási viszonyok alakulnak ki, miközben az átlagos belső nyomás ~1000 N/mm² körüli értéket mutat. Az üreg éleinél, sarkainál, a sorjahídon, az üreg fala és az áramló anyag közötti súrlódás kopást okoz. Ezen felül az élek, sarkok nagy hőmérsékletre melegednek fel, majd a darab eltávolítása után gyorsan le is hűlnek. Ez gyors és ismétlődő tágulással és zsugorodással jár. Helyi túlhevülések is jelentkezhetnek, ami a szerszámanyag helyi kilágyulásával jár. A süllyesztékszerszám elhasználódását a felsorolt hatások következtében keletkező kifáradás, maradó alakváltozás, a kopás, a termikus kifáradás, valamint a dinamikus igénybevétel hatására bekövetkező ridegtörés okozza. A szerszám anyagának meglehetősen összetett, és egymással ellentétes követelményeknek kell megfelelni (ezért valamennyit egy adott szerszámanyag esetén lehetetlen is biztosítani):
- Keménység. Az acélok keménysége alapvetően a martenzitben intersztíciósan oldott C-tartalomtól függ. A keménység szempontjából a széntartalom (karbontartalom) növelése mintegy 0,5%-ig hatékony. A martenzit C-tartalma az ausztenitesítés hőmérsékletétől és idejétől, valamint a megeresztés körülményeitől függ. Az acél keménysége függ a martenzit szilárd oldat diszlokációsűrűségétől is, ami termomechanikus és hidegalakítással fokozható. A keménység természetesen a szerszám hőmérsékletnek is a függvénye.
- Melegszilárdság. A szerszámacélok szilárdsága a martenzit C-tartalmától, a martenzit- és a karbidszemcsék nagyságától, a belső feszültségektől és a felületi minőségtől függ. Minél nagyobb a szerszámanyag keménysége, annál nagyobb a folyáshatára. A keménység növelésével azonban az alakváltozó képesség csökken, az anyag ridegebbé válik.
- Szívósság. Szívósnak azt az acélt nevezik, amelynek törését jelentős mértékű képlékeny alakváltozás előzi meg. A szívósság minősítésére a fajlagos ütőmunkát használják. A szívósságot a kémiai összetétel, a szennyezőelemek és a zárványok mennyisége, az átkovácsolás mértéke, az ausztenit szemnagysága és a belső feszültségek befolyásolják. Általában kijelenthető, hogy az acélok szívóssága a folyáshatár és a keménység növekedésével csökken.
- Termikus kifáradással szembeni ellenállás. A termikus kifáradás az a jelenség, amikor a szerszám felülete az ismétlődő melegedés és hűlés hatására berepedezik, amit a térfogatváltozások ciklikus ismétlődése okoz. Ráadásul, ha a felületi réteg A1 hőmérséklet fölé hevül és innen hűl le, akkor allotrop átalakulás megy végbe (például martenzites átalakulás), ami újabb térfogatváltozást okoz, és a termikus kifáradás jelenségét fokozza. A termikus kifáradást a következő tényezők fokozzák: nagy hőmérséklet-különbség a szerszám felületi és belső rétegei között, nagy hőmérséklet-különbség a munkadarab és a szerszám között, hosszú érintkezési idő, a jó hőátadás a munkadarab és a szerszám között, a süllyesztékszerszám bonyolultsága, a kis α–γ átalakulási hőmérséklet, a nagy hőtágulási együttható, a kis meleg-folyáshatár stb.
- Megeresztésállóság. Azt a szerszámanyagot nevezik megeresztésállónak, amelyik még az éleken is megtartja előírt tulajdonságait. A melegszilárdságot és a megeresztésállóságot azzal a hőmérséklettel jellemzik, amelynél bizonyos hőntartás, vagy többszöri felmelegítés után már olyan szövetszerkezetbeli és tulajdonságbeli változás következik be, amely a szerszám élettartamát lényegesen megváltoztatják. A melegszilárdságra kedvező hatású ötvözők a króm, a volfrám, a molibdén a vanádium és a kobalt.
- Kopásállóság. A kopásállóság függ a szerszám anyagminőségétől, a munkadarab és a szerszám közötti súrlódási tényezőtől, az érintkezési feszültségektől, a technológiai viszonyoktól. A következő kopásformákat különböztetik meg: abrazív, diffúziós, korróziós, eróziós és adhéziós. A kopásállóság abrazív kopás esetén az acél keménységétől függ, de a túlzottan nagy keménység sem kedvező. Az ötvözők javítják a kopásállóságot.
- Hővezető képesség. A hővezető képességnek az a jelentősége szerszámanyagok esetén, hogy jobb hővezetés esetén az acél jobban megtartja keménységét, kopásállóságát. Az ötvözőtartalom növelése általában csökkenti a hővezetési tényezőt (csak a kobalt javítja).
- Túlhevítés iránti érzéketlenség. Acélok esetén ismert jelenség, hogy az ausztenitesítési hőmérséklet fölött a szemcsenagyság eldurvul. Az eldurvulás mértékét csökkenti, ha a szövetben finom, diszperz eloszlású oldhatatlan fázisok (például Al2O3, VC stb.) vannak jelen. A szemcsedurvulás mértékét a hajlítószilárdság jellemezheti.
- Minimális repedékenység. A repedékenységre elsősorban az edzés során kell figyelni. A fázisátalakulások és a hőfeszültség okozhatnak repedéseket, de a repedésre való hajlamot a durva szövetszerkezet és a dekarbonizálódás is növeli. Dekarbonizálódáskor a darab felületi rétegéből a szén kiég; 800°C fölött, oxidáló atmoszféra esetén lehet erre számítani.
- Képlékeny alakíthatóság. Az acél meleg- és hidegalakíthatósága mintegy 1,2% C-tartalom fölött már jelentősen romlik. Az alakítási hőmérséklet növelésével javítható az alakíthatóság, de az oxidáció és a dekarbonizáció, valamint a durvakristályosodás veszélye miatt nem lehet túlságosan nagy hőmérsékleten alakítani. Az alakíthatóság vizsgálatára több módszer alkalmas (például a csavarókísérlet, az ékes próba, a duzzasztási módszerek stb.). A hidegalakításra a ledeburitos acélok nem alkalmasak, az alakító erő csökkentésére félmeleg alakítást lehet alkalmazni.
- Forgácsolhatóság. Az acélok forgácsolhatóságát a ferritben oldódott ötvözők és a karbidok rontják. A hipereutektoidos és a ledeburitos acélok forgácsolhatósága a szemcsés vagy finomszemcsés perlites állapotra lágyítás után kedvező.